# (500264) 2012 LC9
(500264) 2012 LC9 es un asteroide perteneciente al cinturón de asteroides, descubierto el 30 de enero de 2011 por el equipo del Pan-STARRS desde el Observatorio de Haleakala, Hawái, Estados Unidos.

## Designación y nombre
Designado provisionalmente como 2012 LC9.

## Características orbitales
2012 LC9 está situado a una distancia media del Sol de 2,707 ua, pudiendo alejarse hasta 3,071 ua y acercarse hasta 2,344 ua. Su excentricidad es 0,134 y la inclinación orbital 14,66 grados. Emplea 1627,58 días en completar una órbita alrededor del Sol.

## Características físicas
La magnitud absoluta de 2012 LC9 es 17.